# 黄贝街道
黄贝街道，是中华人民共和国广东省深圳市罗湖区下辖的一个乡镇级行政单位。名称取自街道内的地名“黄贝岭”。

## 行政区划
黄贝街道下辖以下地区：
新湖社区、黄贝岭社区、新秀社区、水库社区、新谊社区、曦龙社区、湖滨社区、罗芳社区、新兴社区、文华社区、碧波社区、怡景社区和凤凰社区。